# رنوآر (فیلم ۲۰۲۵)
رنوآر (انگلیسی: Renoir; ژاپنی: ルノワール) فیلمی در ژانر درام بلوغ محصول سال ۲۰۲۵ به نویسندگی و کارگردانی چی‌ئه هایاکاوا است. این فیلم با بازی یویی سوزوکی، لیلی فرانکی، هیکاری ایشیدا و آیومو ناکاجیما، به دوران کودکی دختری ۱۱ ساله به نام فوکی در توکیو اواخر دههٔ ۱۹۸۰ می‌پردازد. این فیلم در ۱۷ مهٔ ۲۰۲۵ در بخش رقابت اصلی هفتاد و هشتمین جشنواره فیلم کن برای نخستین بار به نمایش درآمد و قرار است در تاریخ ۲۰ ژوئن ۲۰۲۵ به‌صورت عمومی در ژاپن اکران شود.